# Alessandro Bagnato
Alessandro Bagnato (Tropea, 20 dicembre 1890 – Vibo Valentia, 3 ottobre 1974) è stato uno scrittore, poeta e storico italiano.
L'opera per la quale è maggiormente conosciuto è “Malatesta e compagni”, Perseveranza editrice, Vibo Valentia 1953.

## Biografia
Nato a Tropea il 20 dicembre 1890, da Antonio Bagnato e Maria Rosa Casuscelli.
Studente della Scuola Normale di Catanzaro in detta città fonda (1913) con altri «il Birichino Calabrese» settimanale semiserio che dirige fino all'ottobre 1914.
Alle armi per mobilitazione nel maggio 1915 interrompe gli studi, e anche gli esami di Licenza Normale iniziati nell'ottobre 1914; al fronte austriaco da soldato del 141º fanteria cade ferito il 7 agosto 1915 nel Bosco Cappuccio in assalto alla baionetta. Dimesso nell'ottobre dall'Ospedale di Firenze è trattenuto alle armi a Catanzaro quale inabile permanentemente per i servizi di guerra. Nel settembre 1916 viene trasferito a Napoli nel reparto autonomo munizionamento.
Candidato alla Costituente (1946) esorta a votare per la Repubblica.
Il 2 giugno 1954 è stato insignito della onorificenza di Cavaliere dell'Ordine al merito della Repubblica N.16165 Serie 1a. Nominato socio dell'Accademia Tiberina.
In prosa o in poesia, con libri, con opuscoli, con articoli giornalistici si è interessato di sentimentalità, di storia, di letteratura, di sociologia.
La sua attività è registrata nel grande "Panorama biografico degli italiani d'oggi". Edit. Curcio - Roma – 1956.
Quella poetica è nel grande dizionario "I Poeti d'Italia in trenta secoli". Edit. Gastaldi - Milano 1962. 
L'educativa fuori scuola è in alcuni fascicoli di "Didattica moderna". Brescia-Milano 1963-66. 
L'attività di storico è nel grande dizionario "Storici d'Italia di tutti i tempi". Edit. L'Ariete - Milano - 1966.
Si spegne il 3 ottobre 1974 fra le braccia della figlia Maria Rosa con la quale aveva trascorso gli ultimi anni della propria esistenza.
Tutte le sue pubblicazioni si trovano nella Biblioteca Comunale di Catanzaro.

## Sue opere storiche
- Capitani Famosi (Creso, Ciro, Leonida, Pirro, Mario, Catilina, Ariovisto), Roma 1931;
- Cataste umane (Annibale a Canne e Asdrubale al Metauro), Montegiorgio, 1934;
- Malatesta e compagni (Rivoluzionari – Anarchici – Cospiratori – Attentatori e attentati), Vibo Valentia, 1953;
- Carlo Pisacane (socialista libertario, ribelle, pensatore, massacrato), Ascoli Piceno, 1957;
- Prima e dopo de “I Promessi Sposi” (Romanticismo – Il conciliatore – Berchet e Manzoni – Egidio e Gertrude – Bernardino Visconti – Verismo di Giovanni Verga), inedito;
- Calabria desolata (Italia – Magnagrecia – Bruzio – Calabria – Cataclisma 1783 – I Bandiera – Trionfo di Garibaldi nel 1860 – Il Crotonese in subbuglio nel 1949 – Ultimi avvenimenti), inedito;
- Socialismi in quantità (Socialismo – Barricate – Massacri – Martiri di Chicago – Genova 1892 – Russia 1905 – Settimana rossa – Russia 1917-'21 – Cronstadt – Ucraina in rivolta), inedito.

## Sue opere poetiche
- Nell'ora che volge, Catanzaro, 1915;
- Liriche, Rimini, 1931;
- Risonanze, Catania, 1933;
- Armonie, Faenza, 1934;
- Zagare, Sassinoro, 1935;
- Zufolate, Ascoli Piceno, 1936;
- Italiche, Vibo Valentia, 1940;
- Godi anche tu, Milano, 1944;
- Ultime liriche; Vibo Valentia, 1946.

Moltissime sue poesie sono state, inoltre, pubblicate su riviste e antologie.
È anche autore di saggi critici su opere poetiche.

## Premi e onorificenze
- Medaglia d'Oro della Guerra 1915-18.
- Cav. Al Merito di Vittorio Veneto nel 1968 e insignito della “Cittadinanza Onoraria” di detta città della Vittoria.
- Medaglia d'Oro per “lungo proficuo servizio scolastico” (Ispett. Scol. Dr. G. Manfrida) 30 settembre 1968.
- Diploma di Primo premio per la lirica Giovani studiosi e sportivi, conferito il 30 aprile 1971 dall'accademia Partenopea “G. Pozzi” di Napoli, nel primo concorso nazionale di poesia.
- Premio della Cultura 1972 assegnato dalla Presidenza del Consiglio di Ministri.